# Bismarckturm (Göttingen)
Der Bismarckturm in der Stadt Göttingen in Niedersachsen ist ein 31 Meter hoher Aussichtsturm auf dem östlich der Stadt gelegenen Kleperberg.

## Geschichte und Beschreibung
In den 1880er Jahren beabsichtigte der Göttinger Verschönerungsverein einen Aussichtsturm oberhalb der Stadt Göttingen auf dem damals noch unbewaldeten Kleperberg (332 m ü. NHN). Während der Planung wurde im  März 1892 beschlossen, den in Turm „in monumentaler Weise auszuführen“ und nach dem ehemaligen Reichskanzler Otto von Bismarck zu benennen, der in den Jahren 1832/1833 an der Georg-August-Universität Göttingen das Studium der Rechtswissenschaften aufgenommen hatte. Im Mai 1892 gab Bismarck sein Einverständnis.

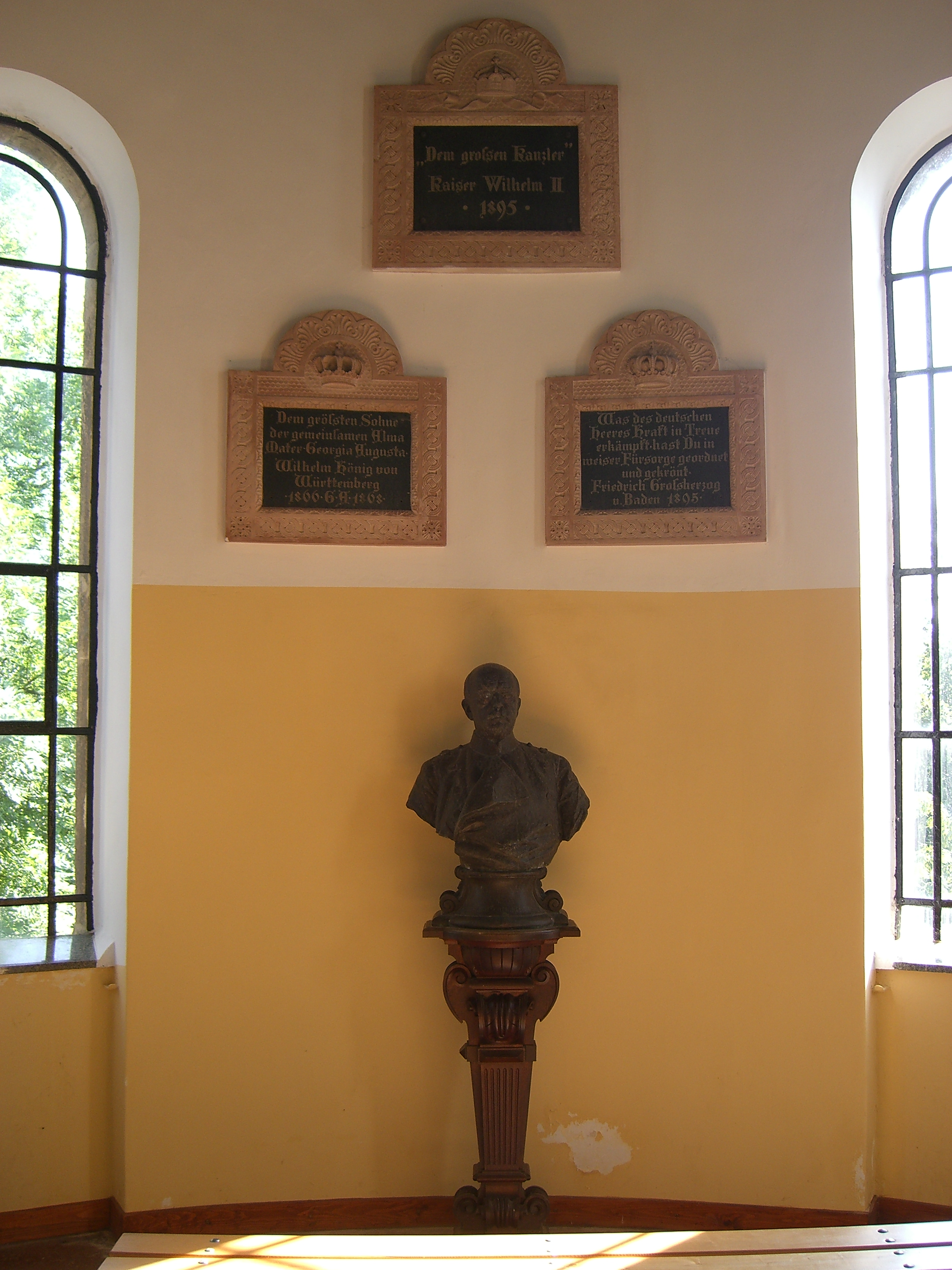
Bismarck-Gedächtnishalle

Am 28. Juni 1892 erfolgte mit der Grundsteinlegung der Baubeginn für den Turm. Der Entwurf von Stadtbaurat Heinrich Gerber sah einen sechseckigen Hauptturm (21 Meter Höhe) mit angefügtem runden Treppenturm (31 Meter) vor. Die Ausführung in Kalkbruchsteinen mit Sandsteinzierteilen erfolgte durch das Göttinger Baugeschäft Rathkamp. Am 18. Juni 1896 wurde der Turm eingeweiht.
Die Kosten des Turmbaus von über 43.700 Mark konnten durch einen eigens gegründeten privaten Förderverein unter Vorsitz von Hermann Eckels aufgebracht werden. Beteiligt waren dabei einige studentische Verbindungen wie die Corps Hannovera und Saxonia aber auch die Burschenschaft Brunsviga, deren Stiftertafeln sich an den Wänden der „Gedächtnishalle für den Fürsten Bismarck“ im zweiten Obergeschoss befinden. Hauptblickpunkte des Gedenkraums sind eine Bismarck-Bronzebüste sowie ursprünglich 30 Stiftertafeln, angeführt von der Tafel Kaiser Wilhelms II.

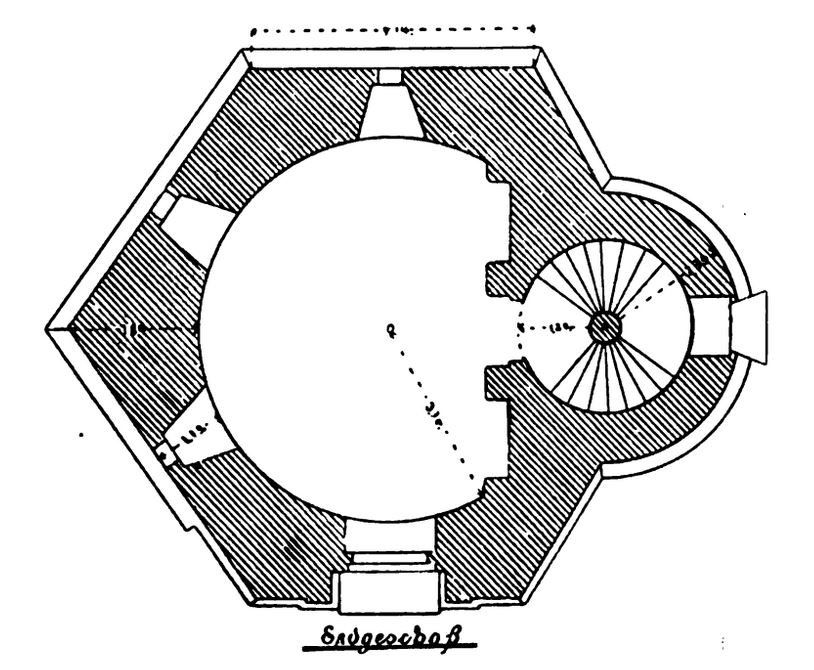
Bismarckturm, Erdgeschoss (1896)

Mit seiner Lage auf dem 332 Meter hohen Kleperberg ist der Göttinger Bismarckturm nach dem Bismarckturm bei Bad Lauterberg der zweithöchstgelegene in Niedersachsen. Der Turm hat zwei Aussichtsplattformen. Von der oberen nach 180 Treppenstufen erreichten Plattform kann man die Stadt Göttingen und das Leinetal überblicken, außerdem im Osten das ausgedehnte Gebirgsplateau des Göttinger Waldes, im Süden die Berge des Eichsfelds sowie des Werragebirges (Hörnekuppe, Hoher Meißner, Bilstein), im Westen den Hohen Hagen mit dem Gaußturrm und im Nordosten den Gebirgszug des Harz (Brocken) sehen.